# Smith'n'Wesson
 (octobre 2018).
Si vous disposez d'ouvrages ou d'articles de référence ou si vous connaissez des sites web de qualité traitant du thème abordé ici, merci de compléter l'article en donnant les références utiles à sa vérifiabilité et en les liant à la section « Notes et références ».
Pour l’article homonyme, voir Smith & Wesson.
Singles de Superbus
Whisper
(2012) Un Autre Monde
(2015)
Smith'n'Wesson est le quatrième et ultime single de Sunset, cinquième album studio du groupe français Superbus.

## Composition et paroles
La chanson a été écrite et composée par Jennifer Ayache. Elle y évoque une suspicion de rupture amoureuse. Le titre, Smith'n'Wesson, évoque l'entreprise américaine Smith & Wesson, fabricante d'armes. 

## Parution
Le single est sorti en numérique le 20 mars 2013 sous forme numérique uniquement. À l'origine, il devait accompagner une réédition de Sunset, qui n'a finalement pas vu le jour, ce qui explique sa sortie tardive.

## Clip vidéo
Le clip a été réalisé par Camille Cotteverte et tourné à Los Angeles, on peut d'ailleurs y apercevoir la colline d'Hollywood. Par ailleurs, le clip est composé de diverses scènes du groupe s'amusant au Moonlight Rollerway lors de leur séance photo avec le photographe américain Jimmy Bazan, de scènes de Jenn se baladant dans les rues de Los Angeles et dans le désert californien, et d'images de leur concert au Satellite à Los Angeles. Le clip s'achève sur une courte vidéo de Jenn jouant Smith'n'Wesson à la  guitare acoustique.